# West Mountain
West Mountain – jednostka osadnicza w Stanach Zjednoczonych, w stanie Utah, w hrabstwie Utah.